# Рачанска преписивачка школа
Рачанска преписивачка школа је формирана у манастиру Рача, вероватно, у другој половини 16. века, по нестанку првих српских штампарија у Горажду, Рујну, Милешеви и Грачаници. 
Налазила се на око 40 минута хода уз речицу Рачу, близу врела Лађевац.

## Оснивање
Основана је као замена Ресавској школи. Међу најпознатијим преписивачима су: Кипријан Рачанин, Јеротеј и Христофор, Максим, Киријак и Теодор. У скрипторијуму Св. Луке преписана су, по захтеву патријарха Арсенија III Чарнојевића, житија деспота Максима Бранковића и кнеза Лазара са познатом Јефимијином похвалом.
Када је манастир разорен у време Великог турског рата (Бечког рата) 1688. године, рачански монаси напустили су Рачу и отишли у Сентадреју и у фрушкогорске манастире. У преписивачкој радионици Кипријана Рачанина у Сентадреји стасао је Гаврил Стефановић Венцловић.

## Преписивање и украшавање
Поред преписивања, у школи су се украшавали рукописи и цртали декоративни елементи по књигама. Њихова дела представљају непролазне духовне и уметничке вредности.
До сада откривено је око 40 записа и 15 богослужбених књига из овог периода. Рачански рукописи данас се налазе по музејима широм Европе.
Највећи број књига преписаних у Рачи и Скиту Светог Ђорђа биле су у поседу манастира Беочина, који су Рачани обновили крајем 17. века. Део ових рукописа остао је у фрушкогорским манастирима, део је у поседу Музеја Српске православне цркве, Патријаршијске библиотеке, Народне библиотеке Србије, Библиотеке Матице српске у Новом Саду, а мањи део рукописних књига враћен је у матични манастир.
Школа је прекинула рад 1690. године, када су се монаси придружили великој сеоби Срба.

## Записи
„Стари српски записи и натписи”, које је кодификовао Љубомир Стојановић, откривају колективно историјско памћење о манастиру Рачи и његовој преписивачкој школи.

## Након сеобе
После сеобе рад преписивачке школе настављен је у Угарској. Школу је обновио Кипријан Рачанин. Име Рачанин, монаси су додавали уз своје име као подсећање на свој духовни центар, манастир Рачу. Назив Рачанин било је напомена да су следбеници рачанске књижевне и преписивачке школе.
Рачански калуђери-преписивачи ово место су још у 17. веку називали Бања јер је тепература воде 17 степени током целе године.